# Josefine Høgh
Josefine Høgh Pedersen (født 21. september 1989) er en dansk tv-vært og tidligere professionel fodboldspiller. Kendt som vært fra DR-programmer som bl.a. Sporten (2018-nu), Aftenshowet og I hjernen på stjernen (2023).
Med en baggrund i professionel fodbold har Høgh spillet i OB (2006-2009), Fortuna Hjørring (2009-2010) og i Idrætsklubben Skovbakken (2010-2015), samt var udtaget til U17-, U19-, U23- og A-kvindelandsholdene, hvor hun spillede i alt fire kampe for det danske kvindefodboldslandshold. Hun indstillede sin professionelle fodboldkarriere i 2015.

## Baggrund
Høgh blev født den 21. september 1989 i Odense, som datter af Lars Høgh, tidligere professionel fodboldspiller og Tine Høgh. Hun har også en ældre bror, Jonas Høgh (f. 1985). Hun voksede op i Odense, hvor hun som 6-årig begyndte at spille fodbold i Odense Boldklub. Hun tog 10. klasse på Oure Idrætsefterskole i 2005-2006 og blev i 2009 student fra Sct. Knuds Gymnasium. Fra 2010 til 2015 gik hun på Aarhus Universitet, hvorfra hun har en kandidatgrad i psykologi.

## Karriere

### Fodbold
Efter endt efterskoleophold indgik Høgh i 1. juli 2006 en deltidsprofessionel kontrakt med fodboldklubben OB, hvor hun spillede frem til sommeren 2009.
Den 1. august 2009 indgik hun i en ét-årig fuldtidsprofessionel kontrakt med Fortuna Hjørring. Dagen efter fik hun debut for klubben i 3F Ligaen. For Fortuna deltog hun i Champions League-kampe mod Verona og Olympique Lyon, samt blev danske mestre i sæsonen 2009/2010.
I perioden 2005-2010 var Høgh desuden udtaget til DBUs U17-, U19-, U23-hold, hvor hun spillede henholdsvis 9, 22 og 3 kampe. I starten af januar 2010 blev hun kontaktet af det danske kvindefodboldlandsholds daværende træner, Kenneth Heiner-Møller, der inviterede Høgh med til en træningsturnering i Chile. Den 13. januar 2009 fik Høgh sin debut for Danmarks kvindefodboldlandshold i Coquimbo, Chile, hvor Høgh spillede i alle holdets fire planlagte kampe. I den første kamp mod Japan, erstattede hun efter 71 minutter Cathrine Pedersen. Den 19. januar spillede hun 1. halvleg i kampen mod Colombia. To dage senere mod Argentina fik hun kun de sidste fire minutter på banen, da hun i det 86. minut afløste Cathrine Paaske Sørensen. I turneringens sidste kamp mod værterne fra Chile var hun i startopstillingen, inden hun blev udskiftet med Kristine Pedersen i det 54. minut.
Fra december 2010 til december 2015 spillede hun for Idrætsklubben Skovbakken i Aarhus, hvor hun efter endt kontrakt og i forbindelse med et nyt job, indstillede sin professionelle fodboldkarriere.

### Tv-vært
Under sin studietid i Aarhus havde Høgh studiejob som produktionsassistent hos DR og blev hun efterfølgende opsøgt af TV 2 Sport, der ønskede at ansætte hende. I juli 2015 blev hun ansat freelance hos Discovery Networks Danmark, hvor hun skulle dække landskampe og Superligaen. I januar 2018 annoncerede DR at Høgh ville blive ny vært på Sporten på DR1. Høgh havde tiltrædelse i februar 2018, hvor hun som fast vært siden har været vært på programmer som Sporten, Aftenshowet, Høgh og astronauten (2021), I hjernen på stjernen (2023), Sport 2023, Din krop indefra (2024).

## Privat
Høgh var i et forhold med tidligere fodboldspiller og assisterende træner i Aarhus Fremad, Michael Gundlev Pedersen, fra 2010 til 2018.
I slutningen af februar 2019 blev det offentliggjort at Høgh dannede par med tv-vært Lasse Sjørslev efter at de havde mødt hinanden gennem mediebranchen. Parret blev forlovet på Høghs 30-års fødselsdag i 2019 og de blev gift den 28. december 2019 i Sankt Laurentii Kirke i Kerteminde, med efterfølgende fest på det nærtliggende Lundsgaard Gods. Parret har sammen en datter (f. 2021), samt to børn fra Sjørslevs tidligere forhold.